# Rudy Gaddis
Rudy Gaddis (* 3. September 1926 in Ben Wheeler im Bundesstaat Texas; † 11. November 2006 in Kilgore, Texas) war ein US-amerikanischer Country-Musiker. Gaddis’ Stimme hatte große Ähnlichkeit mit der von Hank Snow.

## Leben
Gaddis war in Tyler, Texas, beheimatet und nahm 1955, nach einem erfolgreichen Vorspiel bei Starday, die Single Uranium Fever/My Tears Are a Measure ein. Beide Titel wurden im Studio eines Radiosenders in Shreveport eingespielt – die A-Seite wies eine starke Ähnlichkeit zu Hank Williams’ Kaw-Liga auf. Es war Gaddis’ einzige Starday-Single. Zur selben Zeit war Gaddis Mitglied des Texoma Round-Ups aus Dallas. Er spielte später zusammen mit den Lonestar Rangers weitere Platten bei Liberty, Love und Custom ein. In den 1980er-Jahren gab Gaddis die Musik auf.

## Diskografie
Alben
- 1963: Garden Of Roses (Custom)

Singles
- 1955: Uranium Fever / My Tears Are a Measure (Starday 217)
- 1955: Hard Luck - Double Trouble / Don’t Take The Rap (Custom 105)
- Small Boy And His Dog / Wild Train (Custom 121)
- Countryville / My Love (Love Records L-783)
- Sandy Land Farm (Love Records L-781)
- Stranger With A Colt 45 (Kathy Records 2614)
- A Boy Named Texas (Country America Recording Corporation 1001)